# Марриотт, Алан
Алан Марриотт (англ. Alan Marriott; род. 3 сентября 1978, Бедфорд) — английский футболист, вратарь.

## Карьера
Профессиональную карьеру начал в 1997 году, подписав контракт с «Тоттенхэмом», после окончания Академии клуба. Провёл в команде два сезона, так и не сыграв за основной состав. После завершения сезона 1998/99 покинул клуб в качестве свободного агента. По рекомендации директора Академии «Тоттенхэма» Колина Мёрфи, заключил трёхмесячный пробный контракт с «Линкольн Сити». В октябре 1999 года подписал полноценный двухлетний контракт с клубом и дебютировал в основном составе 12 февраля 2000 года в матче против «Торки Юнайтед», завершившемся победой со счётом 2:1. По итогам сезона получил приз "Молодому игроку года в составе «Линкольна».
Уверенно начал и следующий сезон, после чего, в сентябре 2000 года подписал новый контракт с клубом сроком на три года.
После серии ошибок на старте сезона 2001/02 уступил место в основном составе команды Полу Петтингеру. Вернулся в ворота после домашнего поражения от «Бристоль Роверс». С 18 сентября 2001 по 18 сентября 2004 года провёл за клуб 140 матчей подряд (16 марта 2003 года был заменён в перерыве матча с «Саутенд Юнайтед» из-за травмы). Серия прервалась 25 сентября 2004 года когда из-за повреждения он был вынужден пропустить игру с «Честер Сити».
После завершения сезона 2001/02 главным тренером клуба стал Кейт Александер, выстроивший игру команды от обороны. В этот период Марриотт показал свои лучшие качества. В сезоне 2002/03 «Линкольн» пропустил всего 37 мячей, а Марриотт не пропустил в 18 играх. Команда дошла до финала плей-офф. После окончания сезона подписал новый двухлетний контракт с командой.
В сезоне 2003/04 провёл 17 сухих матчей, а «Линкольн» вновь вышел в плей-офф. Марриотт по итогам сезона занял второе место в голосовании на приз "Игроку года в «Линкольне».
В сезоне 2004/05 команда в третий раз вышла в плей-офф, но не сумела добиться повышения в классе. Марриотт отыграл на ноль 19 матчей. В том же сезоне стал 28-м игроком в истории Линкольна, сыгравшим за клуб не менее 250 официальных матчей. 9 апреля 2005 года в матче против «Суонси Сити» сыграл 72 матч на ноль в Лиге. На этот же матч впервые вышел с капитанской повязкой. В июне 2005 года подписал с клубом новый трёхлетний контракт.
15 апреля 2006 года стал 13-м игроком в истории клуба, сыгравшем в стартовом составе в 300 матчах за клуб.
17 марта 2007 года в матче с «Барнетом» сыграл 309 матч за клуб, сравнявшись по этому показателю с рекордсменом «Линкольна» среди вратарей Дэном Макфэйлом.
25 августа 2007 года после матча с «Аккрингтон Стэнли» стал первым голкипером в истории клуба, достигшим отметки в 100 сухих матчей в Лиге.
В октябре 2007 года команду возглавил Питер Джексон, первым трансфером которого стал голкипер Бен Смит. Контракт Марриотта не был продлён и по окончании сезона он покинул клуб. В голосовании на сайте клуба, определявшем сто лучших игроков в истории команды, Марриотт занял 19 место.
9 июля 2008 года подписал контракт с «Рашден энд Даймондс». За команду сыграл в 12 матчах.
8 января 2009 года заключил краткосрочный контракт с «Мансфилд Таун». В первых девяти матчах за клуб семь раз сыграл на ноль, пропустив всего два гола, после чего получил предложение нового контракта.
20 апреля 2012 года забил гол ударом из своей штрафной площади в ворота «Рексема».
В марте 2014 года сыграл свой 200-й матч в Лиге за «Мэнсфилд». По окончании сезона 2013/14 получил предложение продлить контракт с клубом, но принял решение завершить карьеру.